# Багларбашъ (квартал в Газиосманпаша)
„Багларбашъ“ (на турски: Bağlarbaşı) е квартал на Истанбул, разположен в околия Газиосманпаша. Общата му площ е 0,64 км2. Според данни на Адресната система за регистриране на населението (ABPRS) към 2023 г. населението на „Багларбашъ“ е 28 396 жители.